# 第一财经电视
第一財經電視是第一財經傳媒有限公司旗下的電視部門，製作播出以投資者為對象的專業財經節目。電視廣播總部設在上海，在北京、深圳兩地設有直播室，並在香港、新加坡、東京、首爾、悉尼、洛杉磯、舊金山、芝加哥、紐約、倫敦、吉隆坡等地擁有特約觀察員。包括第一財經頻道（地面頻道）和東方財經（數字電視頻道）兩個電視頻道。全天播出20個小時，交易日期間直播節目近12個小時，內容涵蓋經濟、金融、貿易、投資等各個領域。

## 历史
1997年12月26日，上海有线电视台财经频道开播。2000年4月17日，上海有线电视台对原新闻、财经频道实施合并，组成新闻财经频道。2001年12月13日，上海有线电视台撤销后，该频道并入上海电视台，并更名为财经频道。
2002年1月1日，财经频道在原有的财经新闻节目的基础上并整合原有的新闻综合频道和新闻娱乐频道的财经新闻节目资源，开播《第一财经》日播栏目，每期时长30-45分钟，分别在8时30分、12时和21时三个时间段播出。2003年7月7日起，原上海电视台财经频道与原东方电台财经频率统一对外呼号为“第一财经”。2004年7月6日，配合第一财经成立一周年，《第一财经》栏目改版为《财经早班车》《财经中间站》和《财经夜行线》3个独立栏目。

## 播出情况

### 东方财经频道
由于广电总局政策原因，第一财经频道无法直接上星播出，故另外开播旗下数字付费频道“东方财经”，即第一财经电视主要由第一财经频道、东方财经频道组成，这两条频道主要交易时段并机播出，但现在已经有不同内容播出。
2015年4月18日，该频道呼号和台标短暂改为“东方财经·浦东频道”，同时在上海东方有线落地并取代原宁夏卫视的频道位置。从2016年起，该频道仅上海本地版本（包括百视通IPTV）台标为“东方财经·浦东”，全国版本依然是“东方财经”。
2018年1月13日，东方财经频道连同第一财经电视频道一同16:9镜面播出。2022年8月23日，东方财经频道调整为高清播出，原标清频道并行传输至2022年8月30日后停播。

### 澳門資訊台
2012年9月3日起，澳門廣播電視股份有限公司將澳視生活台改為澳門資訊台，澳門資訊台將會在股市交易日於早上09:00至10:00，10:22至11:00，11:15至12:00，中午12:11至13:30，15:37至16:00同步轉播第一財經的節目，澳門廣播電視股份有限公司還會購買第一財經的節目作個別播放。
2019年1月2日起，澳門資訊台取消轉播第一財經的節目改為轉播香港有線電視財經資訊台的財經節目，最後轉播日為2018年12月31日。

### 宁夏卫视
2010年2月起，经国家广电总局批准，宁夏卫视与上海广播电视台第一财经频道达成合作协议，宁夏卫视与第一财经并机直播，宁夏卫视只保留两个半小时用于播放自办节目和转播新闻联播节目（播映政府指定的节目时除外），这样第一财经通过宁夏卫视覆盖全国。2013年上半年，上海广播电视台和宁夏广播电视总台签署了提前终止合作的协议，2014年1月1日开始，宁夏卫视与第一财经合作正式终止。

### 深圳财经生活频道
从2018年1月15日起，深圳电视台财经生活频道开启财经股市直播时段，交易日时段与上海广播电视台第一财经电视频道并机直播股市交易节目。

## 主要栏目

### 新闻节目
- 财经早班车
- 财经中间站
- 财经夜行线

### 财经及股市节目
- 市场零距离
- 首席评论
- 今日股市
- 谈股论金
- 第6交易日

### 经济及财经专题
- 解码财商
- 公司与行业[註 1]
- 中国经济论坛
- 头脑风暴
- 财经风味
- 第一地产
- 中国经营者
- 第一声音
- 价值三人行
- 秒懂金融
- 鹈鹕秀
- 投资有看头
- 顶级投资人
- 财经地理周刊
- 来点财经范儿[註 2]
- 首席养老官

### 已停播的节目
| - 最新闻 - 老左信箱 - 财经开讲 - 公司时间（已并入《公司与行业》） - 行业报告（已并入《公司与行业》） - 创时代 - 波士堂 - 财智双全 - 梦想下一战 - 高尔夫世界 - 智车达人 - 全能住宅改造王 - 改变世界 - 总裁读书会 - 醇享人生 - 经济观察 - 财富人生 - 亚洲经营者 | - 会见财经界 - 决策 - 财经郎闲评（主持人：郎咸平） - 金算盘 - 天下汽车 - 经济学人 - 上班这点事 - 理财宝典 - 基金汇 - 谁来一起午餐 - 主角 - 市场这本经 - 意见领袖 - 财经关键词 - 投资风向标 - 首席策略师 - 千股千询 - 新闻涨停板 - 今日股市（宁夏卫视版） - 健康大财富 - 财判 - 速读时代 - 财经壹周刊 - 环球第一财经 - 今日期市 - 未来邀请函 |

## 知名员工
- 梁相宜（翻白眼事件中的蓝衣女记者）
- 廖英强，曾任该频道《谈股论金》节目嘉宾主持人，因利用其知名证券节目主持人的影响力，在其微博、博客上公开评价、推荐股票，在推荐前使用其控制的账户组买入相关股票，并在荐股后的下午或次日集中卖出，违反《中华人民共和国证券法》，于2018年4月3日被中国证监会通报其没收违法所得，并处两倍罚款，合计罚没1.29亿元人民币[12]。2019年7月15日，廖英强因非法经营证券、期货投资咨询业务被刑事拘留[13]。
- 周婷（主持名“慰笛”），曾任该频道主持人，先后主持过《财经早班车》《财经中间站》《最新闻》《理财宝典》《财富地理周刊》《财经夜行线》。2016年起，逐渐淡出公众视野。2017年与企业家郑永刚结婚[14]。

## 外部連結
- 上海廣播電視台官方網站（页面存档备份，存于）
- 第一財經官方網站（页面存档备份，存于）
- bilibili上的【放送文化】上海广播电视台第一财经历年频道ID、包装及部分宣传片合集